# Let It Go (Frozen)
Let It Go is een muzieknummer uit de film Frozen van Disney. In de film wordt het lied gezongen door Idina Menzel en de single die wordt gebruikt voor de aftiteling, wordt gezongen door Demi Lovato. Het nummer is geschreven door het echtpaar Kristen Anderson-Lopez en Robert Lopez.
Het liedje is wereldwijd bekend geworden en in 42 talen als lied in de Disney-film Frozen gebruikt en vertaald. In Nederland werd het lied gezongen door Willemijn Verkaik en in Vlaanderen door Elke Buyle, beide onder de titel: Laat het los. Verder verschillen de Nederlandstalige versies sterk; Let it go, let it go uit de oorspronkelijke versie wordt respectievelijk Laat het los, laat het gaan en Laat het los, laat het los.